# 天福三桥
天福三桥，位于江苏省苏州市昆山市花桥镇天福庵北市梢，包括由东向西的万寿桥、聚福桥和永清桥三座古桥。
聚福桥为单孔石拱桥，东西走向跨于旱泾河上，由乡人周文明、朱允成始建于元至正八年十二月。清道光二十五年（1845）重建。长19米，宽2.6米，高3.6米。
万寿桥为梁式单孔桥，南北走向跨于支昌塘上，始建于清乾隆三十二年（1767），1935年修复，长16.7米，宽1.7米。
永清桥为梁式单孔桥，南北向跨于支昌塘上，建于清代后期，长10.3米，宽1.4米。

## 保护
1997年，聚福桥公布为昆山市第二批文物保护单位。2019年3月20日，天福三桥公布为第八批江苏省文物保护单位。